# 张文虎 (元朝)
張文虎（13世纪—1303年），字山云，张瑄之子，元朝平江路嘉定县人。
张文虎善骑射。元世祖至元十五年（1278年），授管军总把，佩银符。至元二十一年（1284年），升任管军千户，换金符，督饷输送至京师。丞相引见，皇帝嘉叹，让他去掉帽子，抚其额头说：“真我国能臣也。”至元二十四年（1287年），跟随镇南王伐安南，授交趾海船万户，佩虎符，转饷至松柏湾，战胜敌军。镇南王罢兵，以张文虎殿后，全师而返。至元二十五年（1288年），授为怀远大将军、庆远路总管，佩三珠虎符。至元二十八年（1291年），行户部尚书、海道都漕运府事。至元二十九年（1292年），拜湖广行省参知政事。元成宗大德三年（1299年），改江浙行省。大德五年（1301年），领江淮财赋都总管。大德七年（1303年），与父张瑄因事被诛诛。